# Alberto Ferioli
Alberto Ferioli (Reggio Emilia, 11 aprile 1914 – Roma, 25 maggio 1981) è stato un avvocato e politico italiano.

## Biografia
Avvocato di professione, fu parlamentare per 4 legislature (III-IV-V-VI) nel gruppo Liberale. Nella sua attività alla camera si contano 161 progetti di legge e 144 interventi. Ha ricoperto il ruolo di sottosegretario alla giustizia nel Governo Andreotti II. È venuto a mancare nel 1981.

## Incarichi
III Legislatura della Repubblica italiana.
- XIII Commissione lavoro - assistenza e previdenza sociale – cooperazione. Membro dal 12 giugno 1958 al 15 maggio 1963 .

IV Legislatura della Repubblica italiana.
- XIII Commissione lavoro - assistenza e previdenza sociale – cooperazione. Membro dal 1 luglio 1963 al 4 giugno 1968.
- Commissione parlamentare per il parere al governo sulle norme delegate relative alla riforma ed al miglioramento dei trattamenti di pensione della previdenza sociale. Membro dal 28 settembre 1965 al 4 giugno 1968.
- IV Commissione giustizia. Membro dal 1 luglio 1967 al 4 giugno 1968.

V Legislatura della Repubblica italiana.
- Giunta per l'esame delle domande di autorizzazione a procedere in giudizio. Membro dal 5 giugno 1968 al 24 maggio 1972.
- XIII Commissione lavoro, assistenza e previdenza sociale, cooperazione. Membro dal 10 luglio 1968 al 24 maggio 1972.
- Commissione parlamentare per il parere al governo sulle norme delegate relative alla riforma e al miglioramento dei trattamenti di pensione della previdenza sociale. Membro dal 26 luglio 1968 al 24 maggio 1972.
- Commissione d'indagine richiesta dall'on. mancini giacomo a norma dell'art. 74 del regolamento. Membro dal 24 novembre 1970 al 18 dicembre 1970.

VI Legislatura della Repubblica italiana.
- XIII Commissione lavoro, assistenza e previdenza sociale, cooperazione. Membro dal 25 maggio 1972 al 4 luglio 1976.